# Cappella Peruzzi
La cappella Peruzzi è la seconda cappella a destra del coro nella basilica di Santa Croce a Firenze. Contiene un ciclo di pitture a secco su parete di Giotto, databile al 1318-1322 circa e dedicato ai santi Giovanni Evangelista e Giovanni Battista.

## Storia
Fu commissionata da un esponente della famiglia Peruzzi, tra i più ricchi banchieri e mercanti della città, a Giotto, che la dipinse in una fase matura della sua carriera, verso il 1318, una dozzina d'anni dopo il suo capolavoro alla Cappella degli Scrovegni di Padova. Entro il 1322 circa i lavori dovevano essere compiuti. Nella stessa chiesa, circa dieci anni dopo Giotto affrescò anche la cappella Bardi. In totale le cappelle affrescate da Giotto erano quattro, ma solo queste due ci sono pervenute: le cappelle Giugni e Tosinghi infatti non hanno più alcuna traccia delle pitture menzionate dalle fonti antiche.
Dalla stessa cappella proviene il Polittico Peruzzi che fu smembrato e disperso in diverse collezioni fino al ricongiungimento nell'attuale collocazione presso il Museum of Art di Raleigh (Carolina del Nord) che rappresenta Il Redentore, la Madonna, i due Giovanni e san Francesco.
Nel momento di massima fama l'artista doveva far fronte a numerose commissioni, richiedendo una tecnica più veloce dell'affresco, con ampie parti a secco. Già danneggiata per via del tempo quindi e per gli effetti di infiltrazioni e alluvioni, la cappella Peruzzi venne completamente imbiancata nel 1714. Fu riscoperta nel 1841, quando venne restaurata con pesanti integrazioni di Antonio Marini, oggi rimosse e conservate in ambienti attigui alla sagrestia della stessa chiesa. Le pitture, già danneggiate dall'inserimento di armi gentilizie e lapidi, furono quindi ripassate incautamente nell'Ottocento e nello stesso periodo fu inserito un altare che compromise le pitture della parete di fondo; restaurate nel 1958-1961 sotto la guida di Leonetto Tintori, sono oggi apprezzabili solo nell'inventiva e nella composizione, essendo ormai perduti i valori pittorici della stesura.

## Descrizione

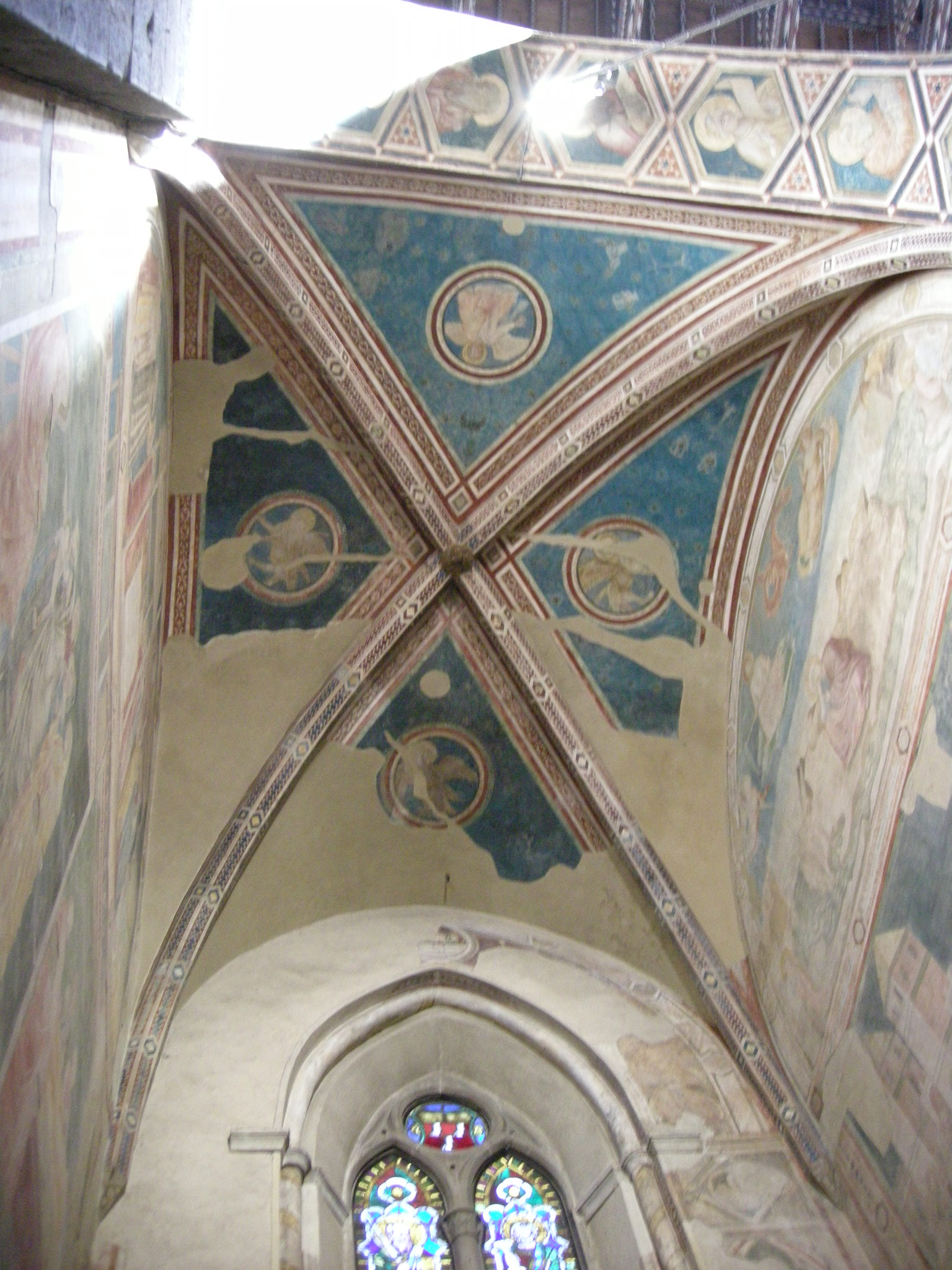
La volta e l'arcone

Vi sono rappresentate Scene della vita di san Giovanni Evangelista e di san Giovanni Battista (sei scene sulle pareti laterali).
Nell'archivolto sono raffigurati otto busti di Profeti, mentre i pennacchi della volta presentano i quattro simboli degli Evangelisti.
La parete destra mostra le Storie di san Giovanni Evangelista, che si leggono dall'alto al basso: 
- Visione nell'isola di Patmos, 280x450 cm
- Resurrezione di Drusiana, 280x450 cm
- Ascensione di san Giovanni, 280x450 cm

La parete sinistra ha le Storie di San Giovanni Battista: 
- Zaccaria riceve l'annuncia dall'angelo, 280x450 cm
- Nascita del Battista e imposizione del nome, 280x450 cm
- Banchetto di Erode con Salomè che presenta la testa del Battista a Erodiade, 280x450 cm

Sopra le lunette si trovano fasce con esagoni contenenti teste maschili. La scelta di dedicare la cappella ai due san Giovanni era legata innanzitutto al nome del committente (Giovanni di Rinieri Peruzzi), sia per la devozione dei fiorentini al Battista e sia all'evento della concomitanza di date tra il giorno dell'ascensione dell'Evangelista e della nascita del Battista, il 24 giugno. Le storie si basarono probabilmente sulla Leggenda Aurea di Jacopo da Varazze.
Sulla parete della finestra restano tracce di elementi decorativi e un Angelo dell'apocalisse mutilo. Tra le fasce decorative si trovano delle testine entro esagoni dalla notevole caratterizzazione fisiognomica, che a qualcuno avevano fatto pensare a ritratti della famiglia Peruzzi, i primi dell'arte italiana: ipotesi suggestiva ma inverificabile.

### Annuncio a Zaccaria

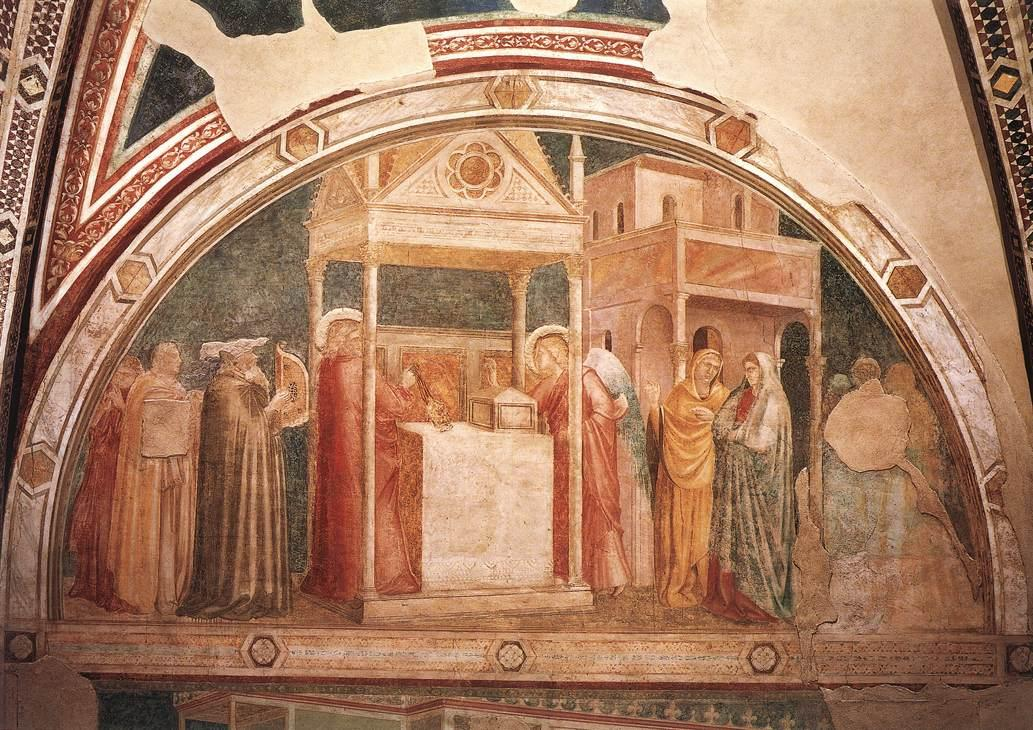
Annuncio a Zaccaria

Nella lunetta sinistra, la scena dell'Annuncio a Zaccaria dà avvio alle scene della vita del Battista. Mentre sta compiendo un sacrificio nel tempio di Gerusalemme, Zaccaria riceve la visione dell'arcangelo Gabriele che gli rivela come sarà presto padre. Egli, non credendo all'annuncio divino, rimarrà muto fino alla nascita del figlio.
La scena è ambientata in un'architettura in tralice che asseconda il punto di vista dello spettatore. Sotto un ciborio gotico Zaccaria sventola un turibolo d'incenso e, dall'altra parte dell'altare, gli si fa incontro l'angelo che solleva la mano nel tipico gesto del parlante. Anche l'edificio a destra segue la medesima prospettiva intuitiva, e davanti ad esso si trovano alcuni personaggi, tra cui due donne che sono le figure meglio conservate della scena. A sinistra invece si fa avanti un gruppo di musici, almeno a giudicare da quello meglio conservato che tiene in mano uno strumento a corda da pizzicare. Le decorazione del Tempio si rivelarono aggiunte posteriori e vennero rimosse nei restauri novecenteschi.

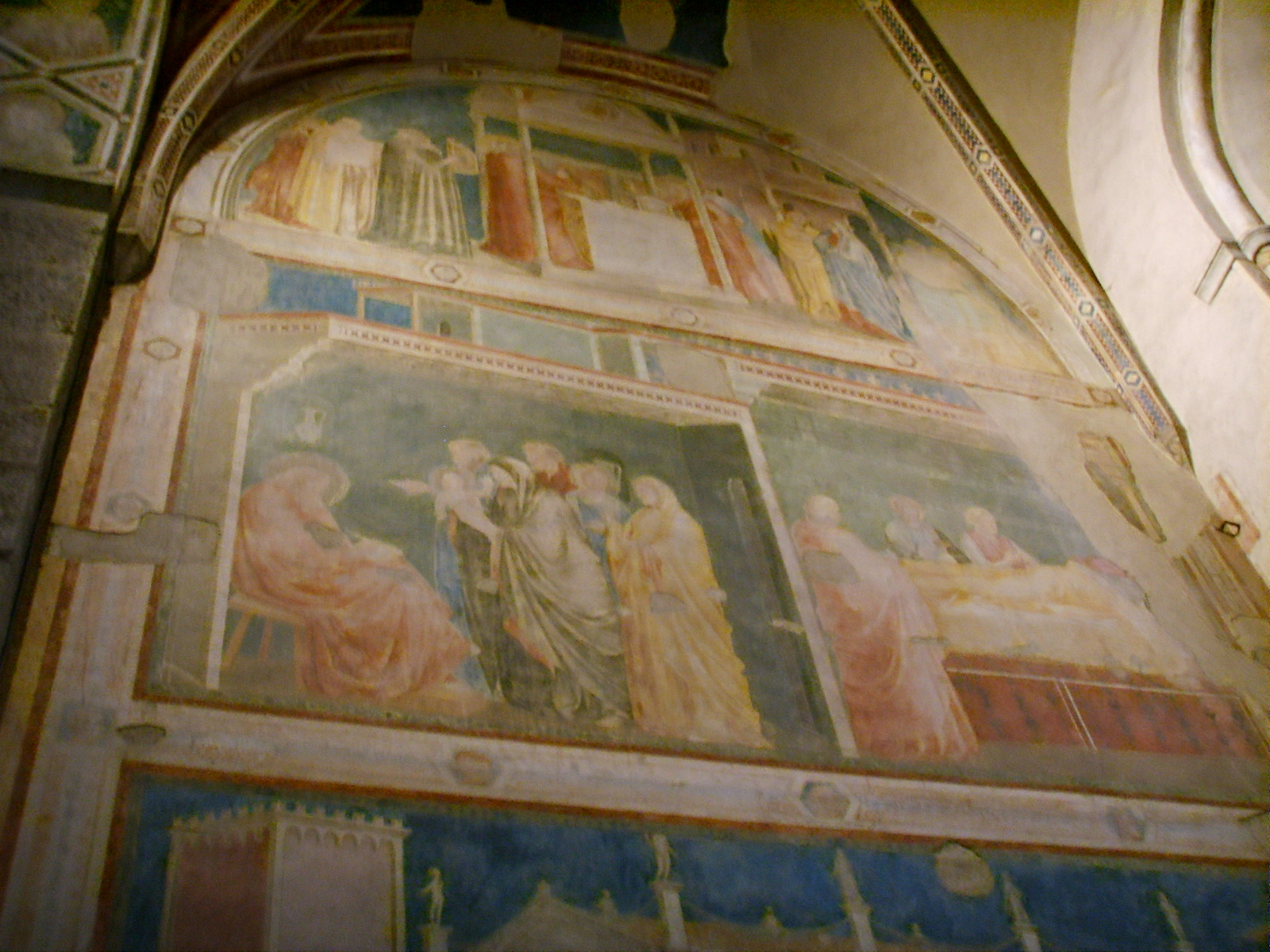
Veduta nella parete
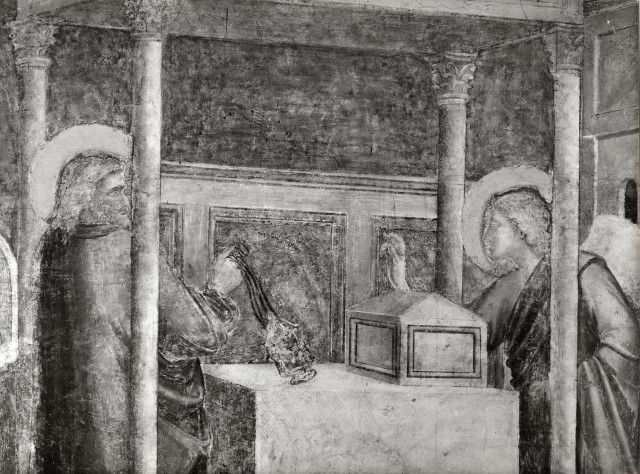
Dettaglio in bianco e nero
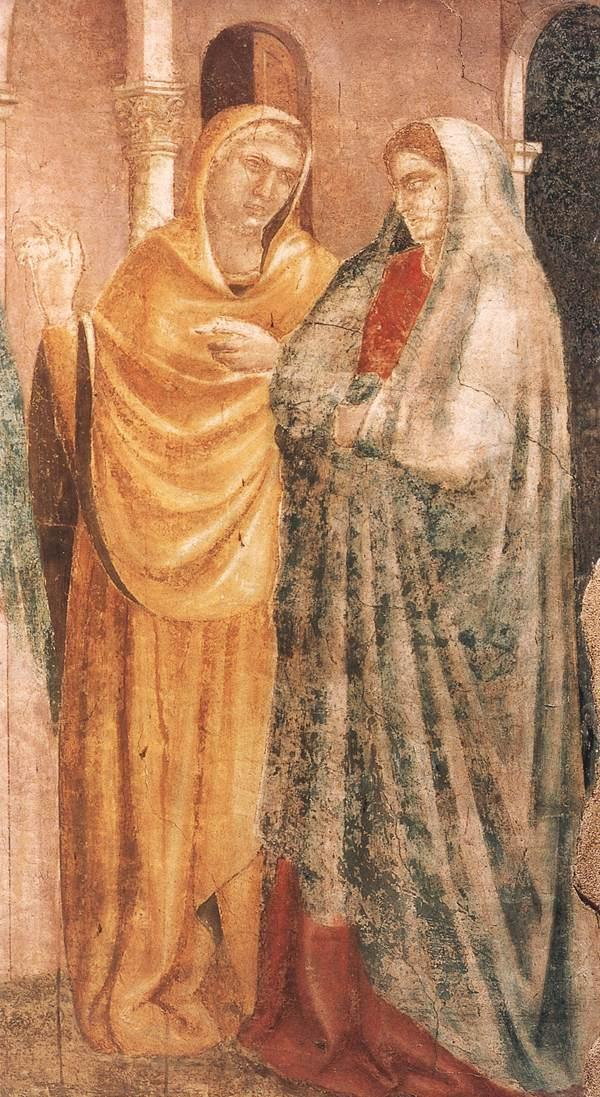
Dettaglio
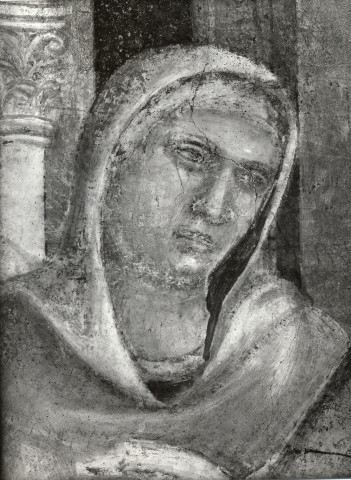
Dettaglio in bianco e nero
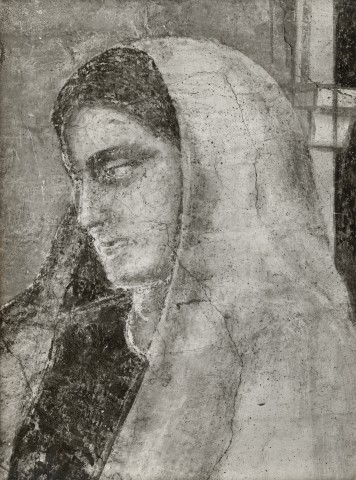
Dettaglio in bianco e nero
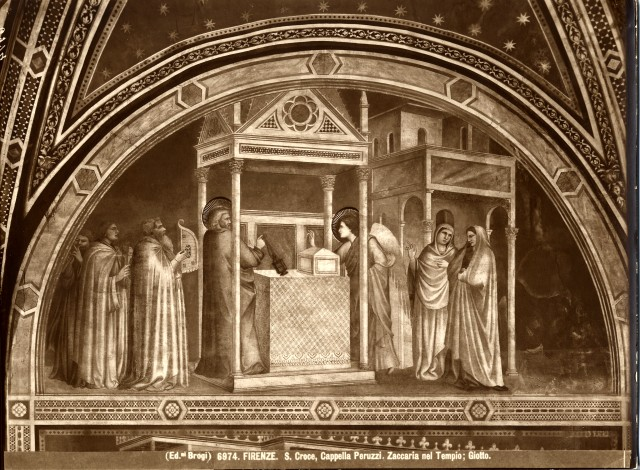
La scena con le ridipinture ottocentesche

### Nascita imposizione del nome al Battista

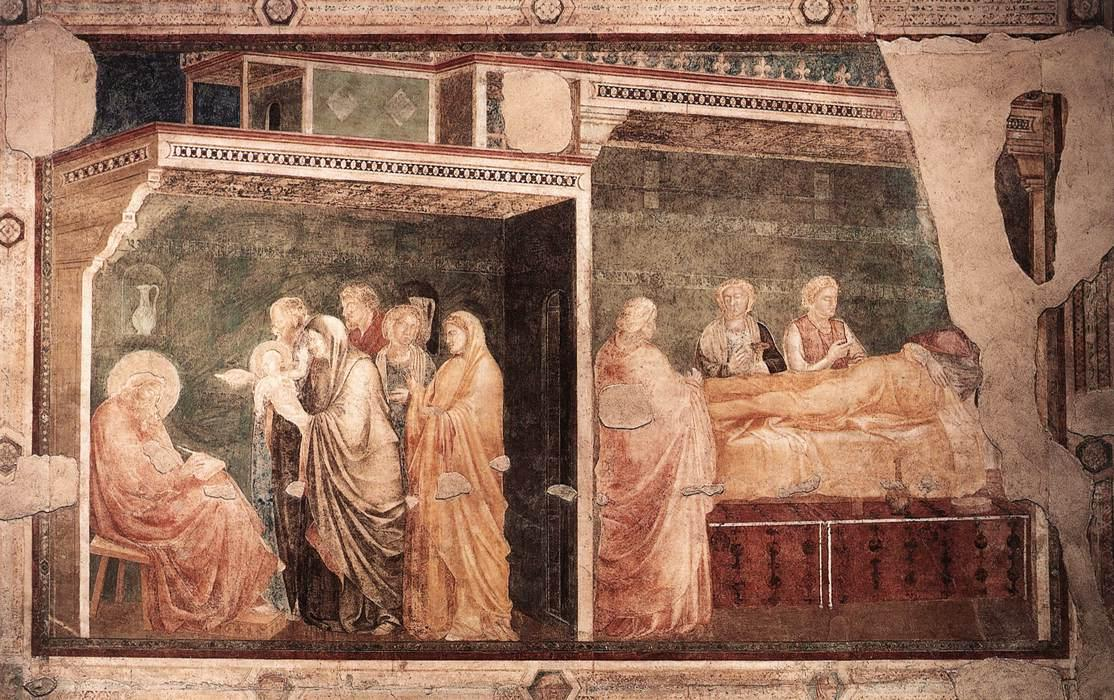
Nascita imposizione del nome al Battista

Un grande edificio con due stanze dalle pareti anteriori rimosse per svelarne l'interno suddivide il riquadro in due scene; a destra la camera della partoriente Elisabetta, sdraiata sul letto e circondata da tre ancelle, a sinistra Zaccaria che scrive su un foglio il nome del figlio (dopo di che riacquisterà la parola) mentre una donna glielo porge assistita da altri personaggi.
Anche in questo caso l'architettura segue uno scorcio orientato verso il punto di vista ideale dello spettatore, al centro della cappella. La superficie pittorica è molto lacunosa e rovinata, specialmente nella porzione destra. Si percepisce però l'accentuazione plastica delle figure avvolte negli ampi mantelli, nonché l'occhio di riguardo all'ambientazione scenica, costruita per cubi sovrapposti di notevole effetto.

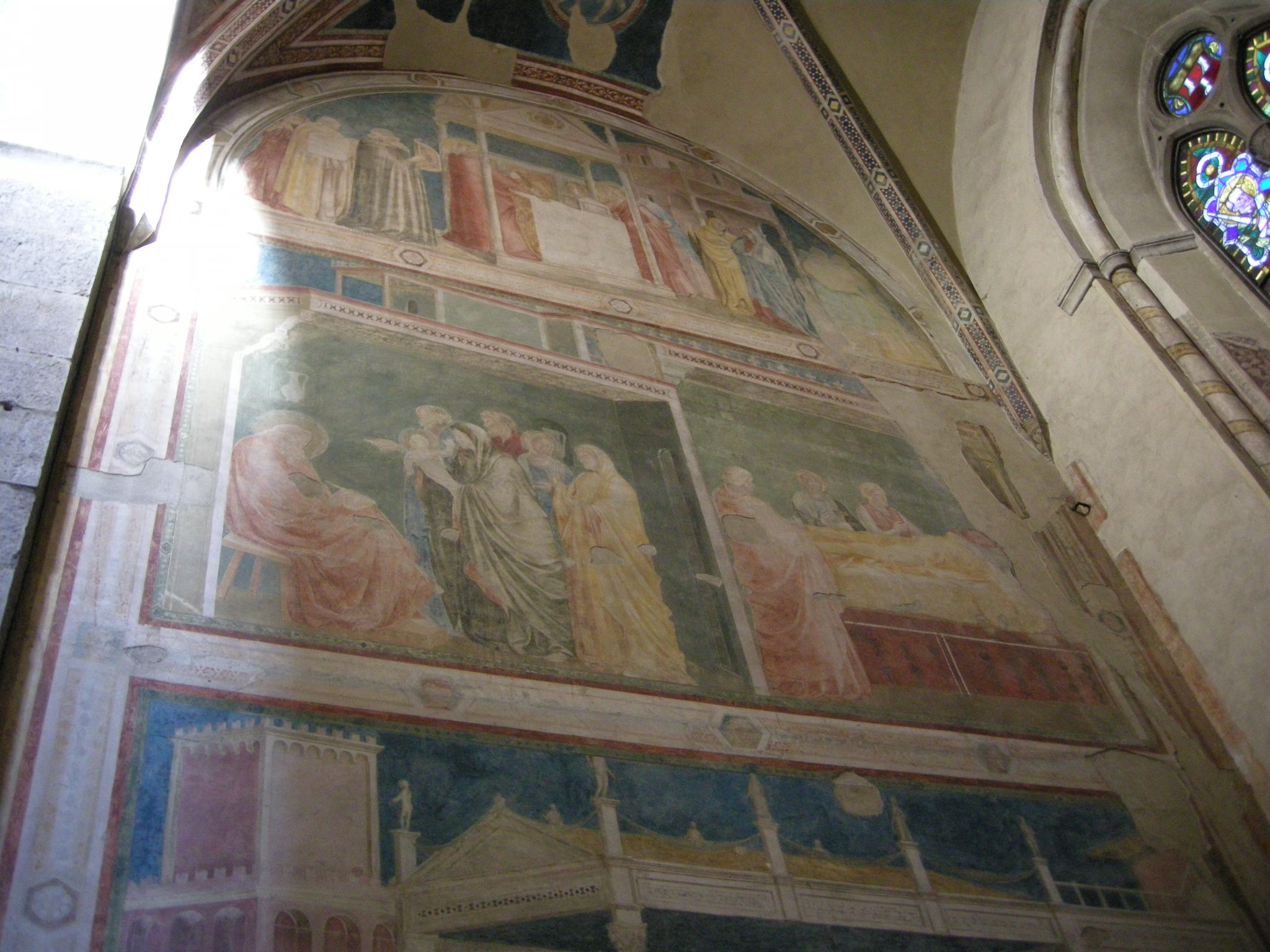
L'affresco nella parete
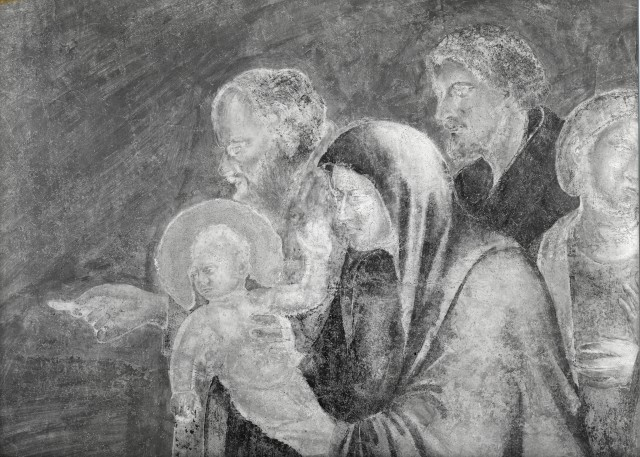
Dettaglio in bianco e nero
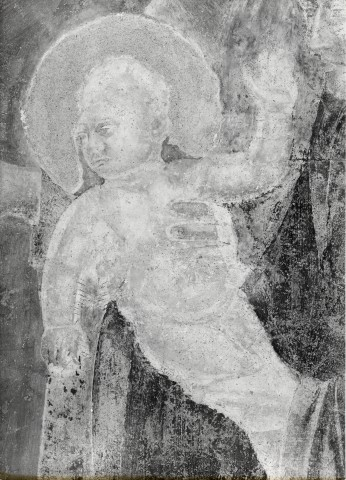
Dettaglio in bianco e nero
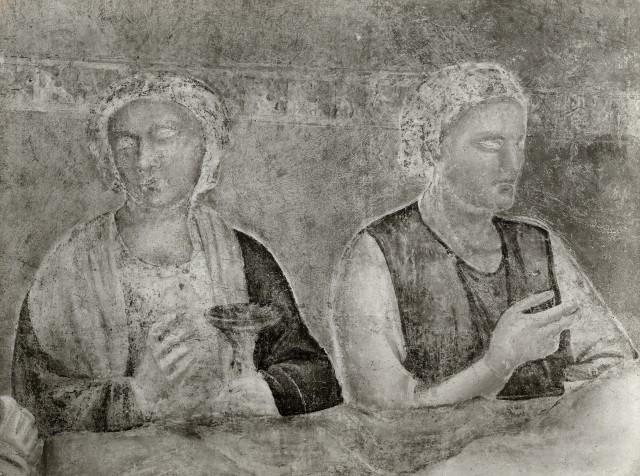
Dettaglio in bianco e nero
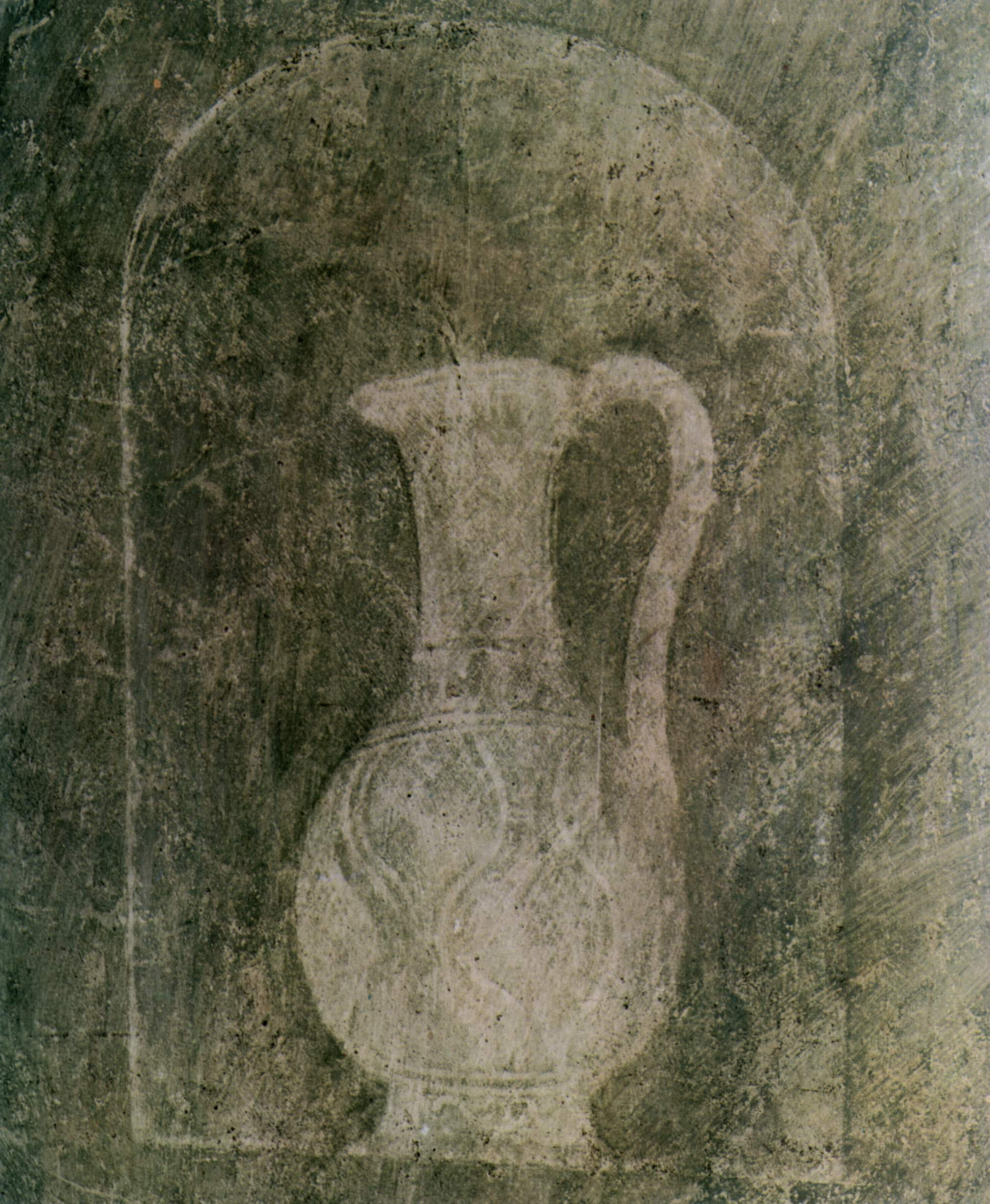
Dettaglio, un vaso in una nicchia sul muro
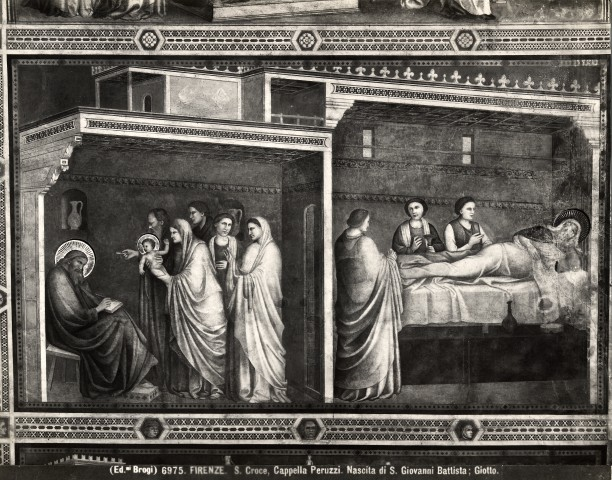
La scena con le ridipinture ottocentesche

### Banchetto di Erode

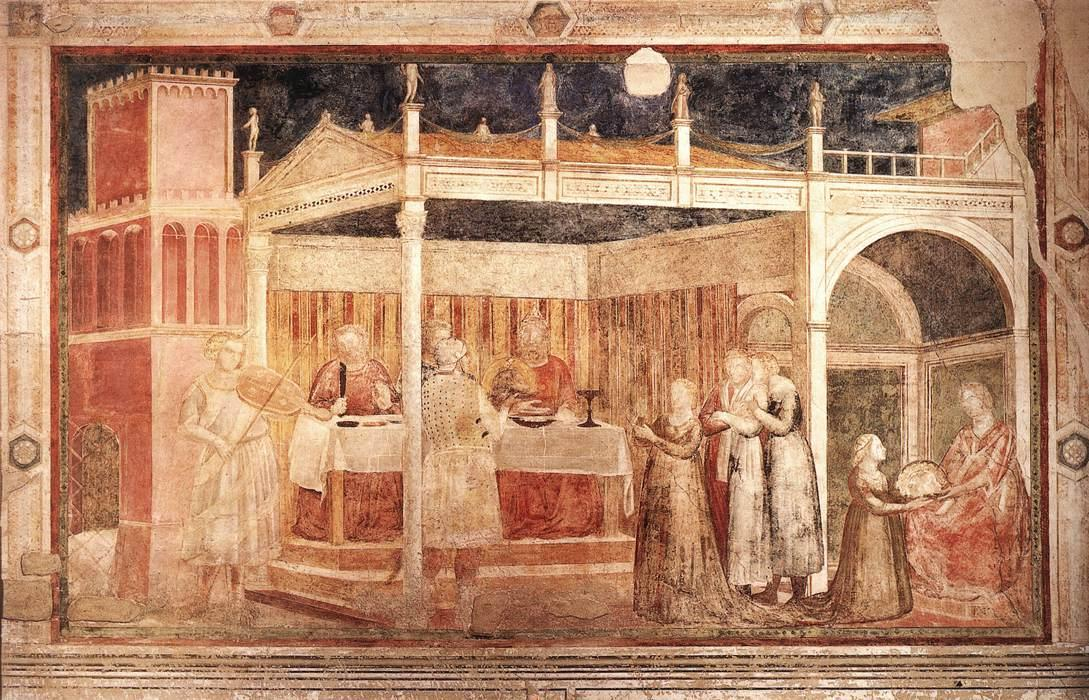
Banchetto di Erode

Nel registro inferiore si trova poi la scena del Banchetto di Erode, ambientata nel palazzo del re che, ancora una volta, presenta una prospettiva con un punto di vista sfasato simile a quello nelle scene superiori. Erode sta banchettando allietato da musici, commensali e dalla danza di Salomè (a destra, in piedi, mentre muove le braccia guardate da due donne incuriosite). Nella stanza a destra però la ragazza inginocchiata sta già mostrando la testa del Battista alla madre Erodiade e, tornando nella stanza del banchetto, un soldato la mostra poi al padre Erode. Appare quindi molto complessa la scansione degli episodi, con una lettura non lineare in un verso o nell'altro di grande modernità, che ricorda il muoversi degli attori su un palcoscenico teatrale.
La superficie pittorica è molto logora ma la scena è pressoché integra. Il Banchetto fu la scena più ammirata e copiata del ciclo: Ambrogio Lorenzetti riprese le figure delle donne che osservano Salomè negli affreschi della chiesa di San Francesco a Siena (1328 circa), costituendo un importante termine ante quem per il ciclo fiorentino. Curata è la decorazione dell'architettura, con una teoria di statue lungo il cornicione del soffitto tra cui sono disposti festoni, motivo ripreso pure dal Lorenzetti in opere come la Presentazione al Tempio.
Nel corso del restauro è emerso come molte delle teste fossero già state anticamente ridipinte tra il Quattro e il Cinquecento.

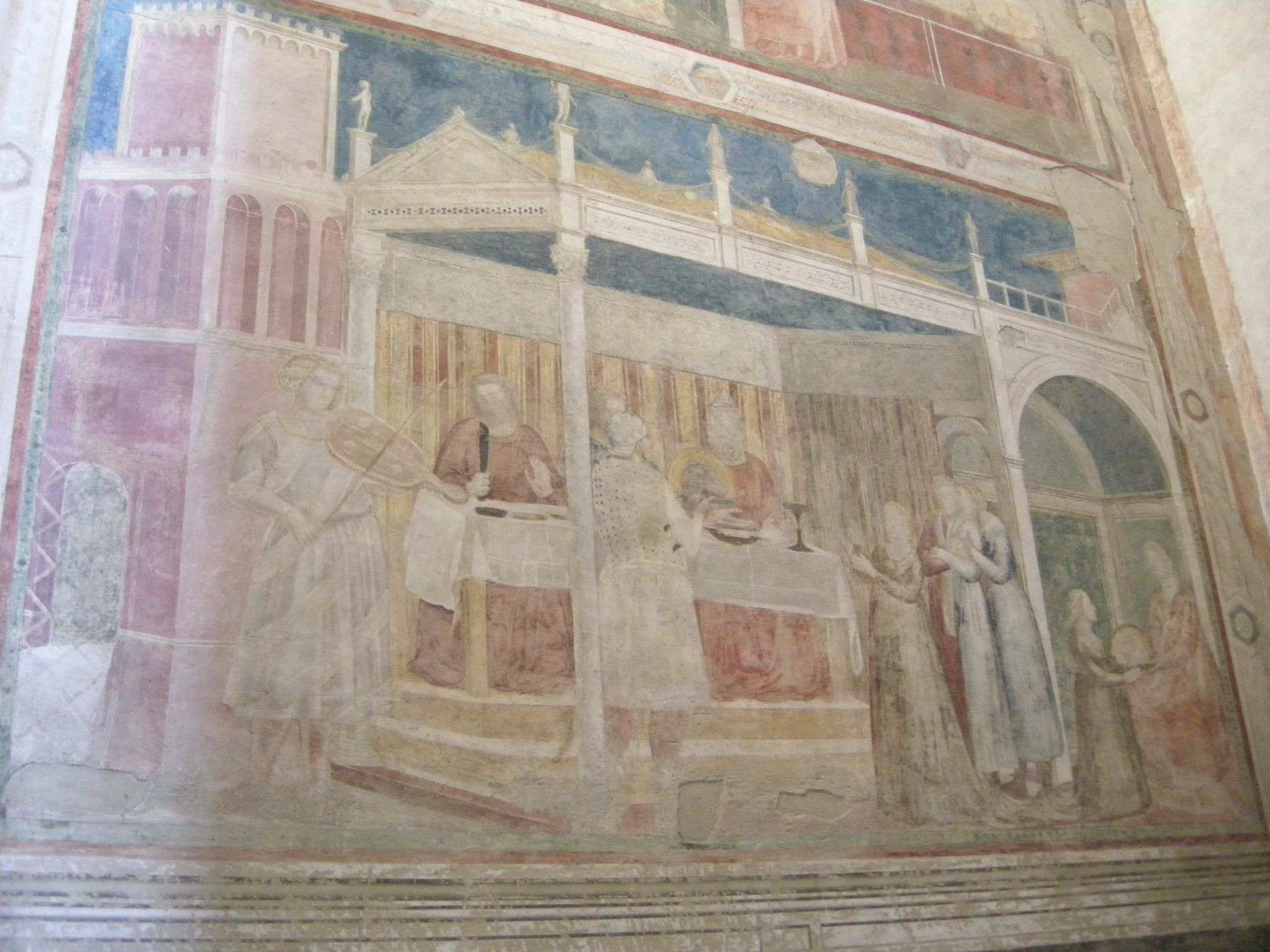
Veduta di sbieco in cui si nota lo scorcio prospettico adattato al punto di vista dello spettatore
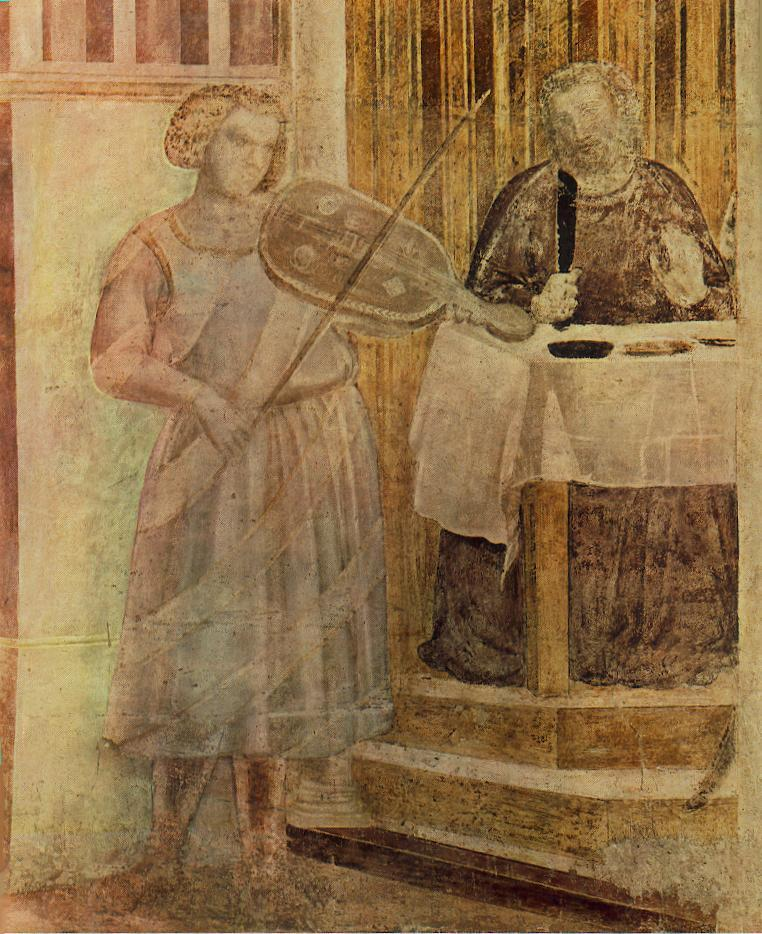
Dettaglio di un musicista
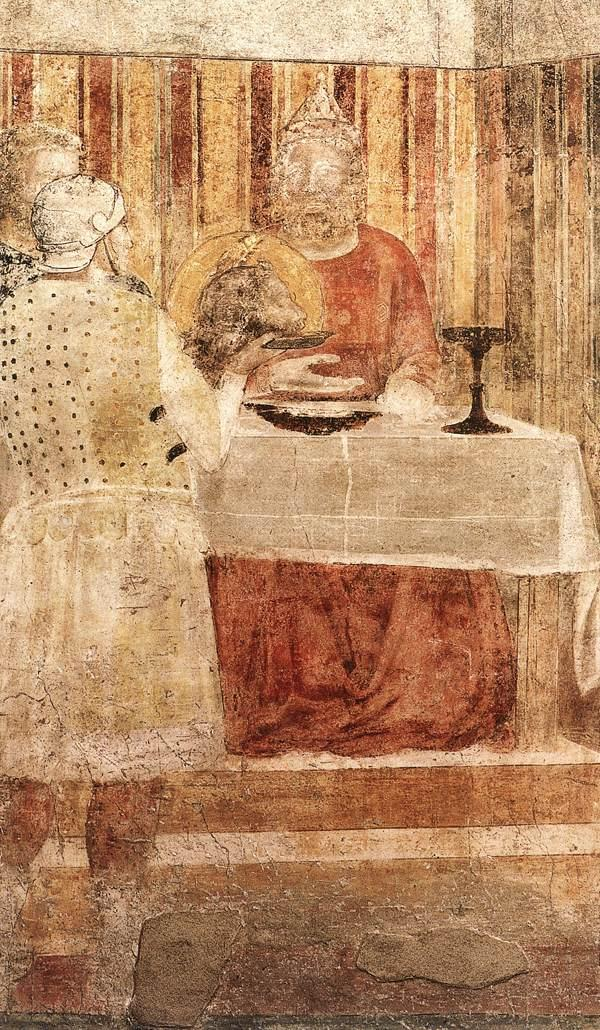
Dettaglio
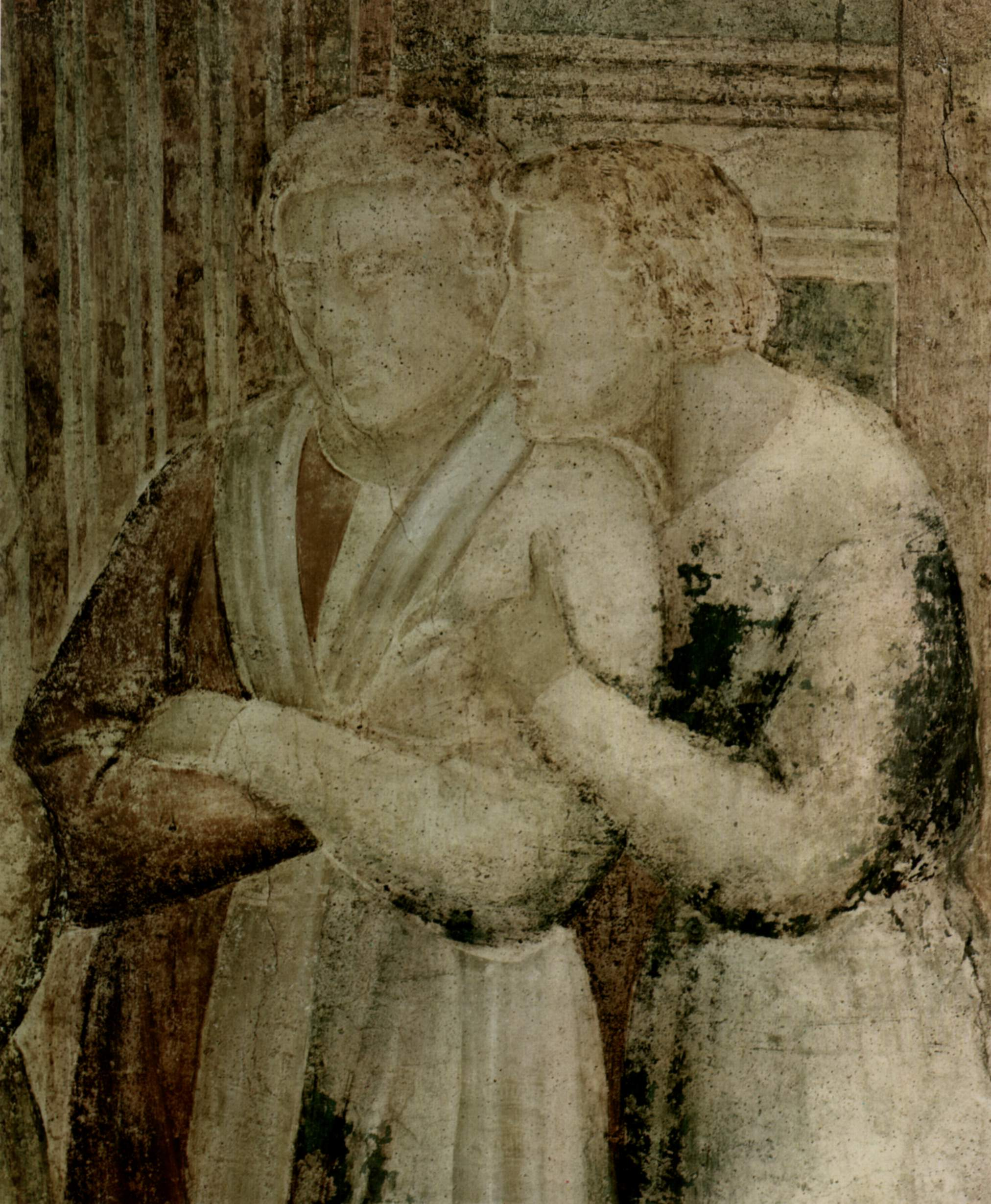
Dettaglio
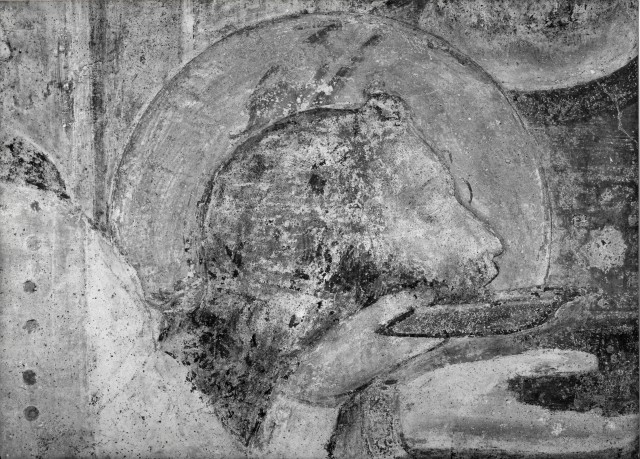
La testa del Battista, dettaglio in bianco e nero
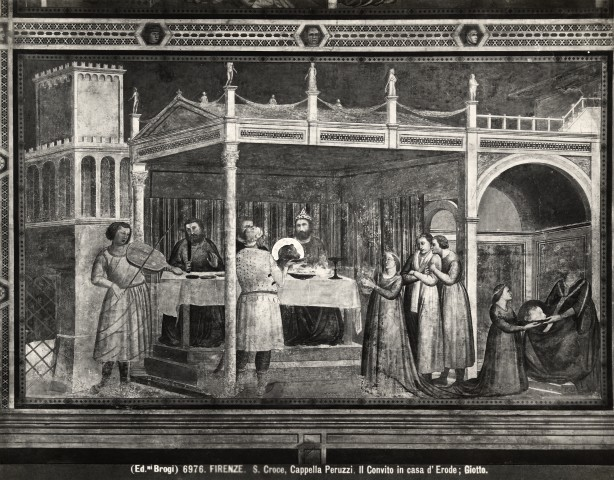
La scena con le ridipinture ottocentesche

### Visione a Patmos

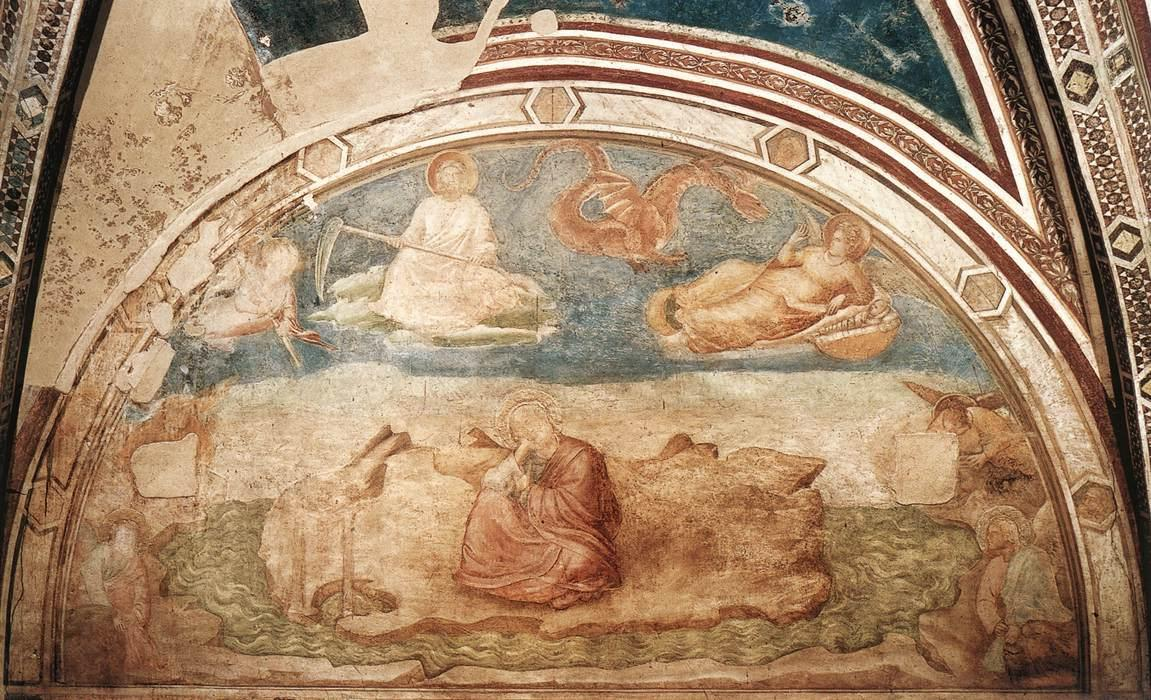
Visione a Patmos

Le scene di san Giovanni Evangelista iniziano nella lunetta destra con la Visione a Patmos. Il santo è raffigurato addormentato al centro della scena, su un lembo di terra circondato da acque che evoca appunto l'isola di Patmos. La figura del dormiente, con un palmo che regge la testa inclinata, si ritrova in numerose opere di Giotto che spesso rappresentò il tema del sogno. Il santo è circondato dai simboli della sua visione apocalittica sulla base dei quali scrisse le prime sette lettere ai vescovi: la partoriente che scaccia il drago, il Redentore con la falce, l'arcangelo Michele armato e quattro angeli che, alle estremità della scena, tengono nasi e bocche chiuse di grosse teste demoniache ricoperte di peli.

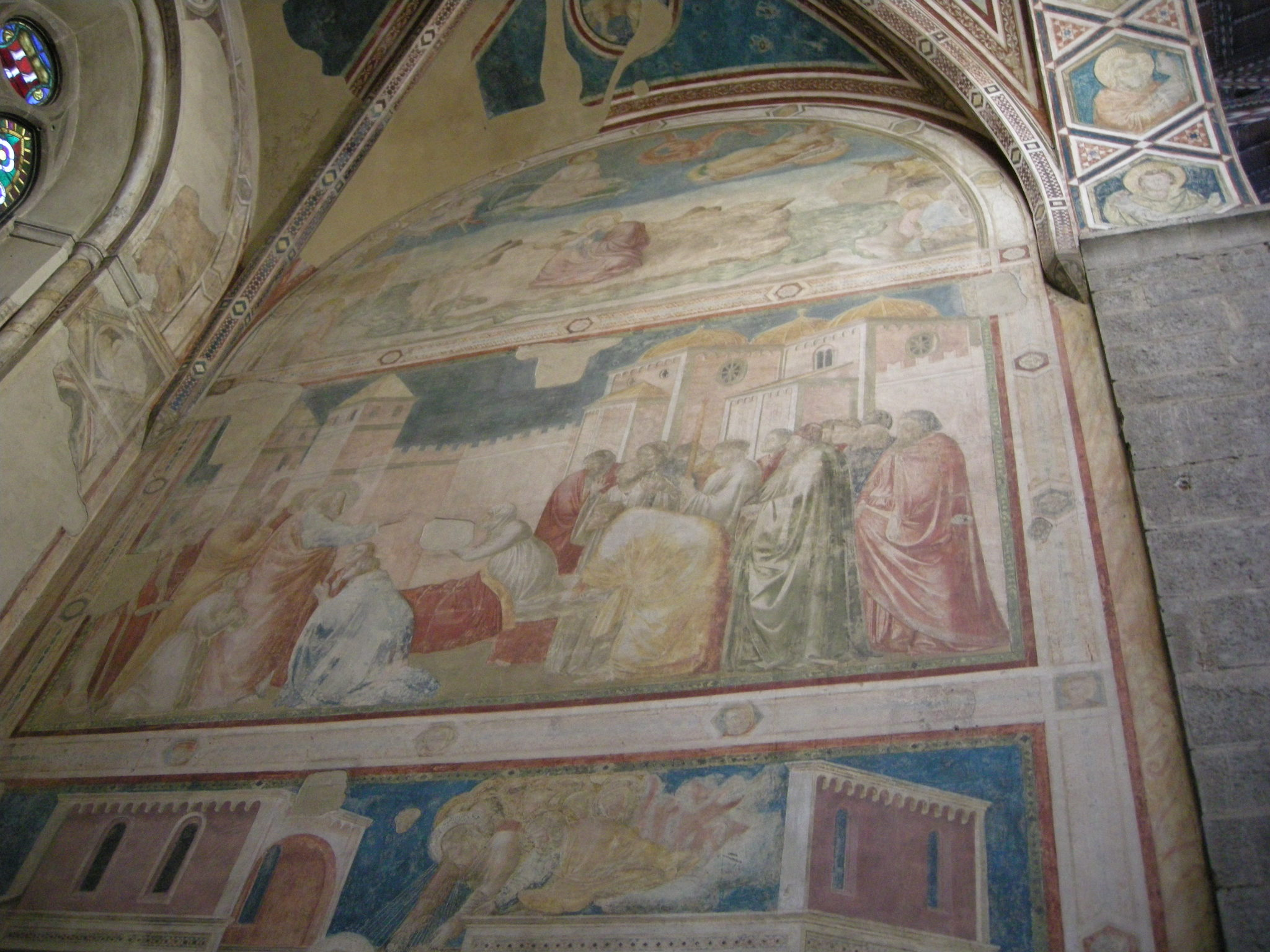
Veduta nella parete
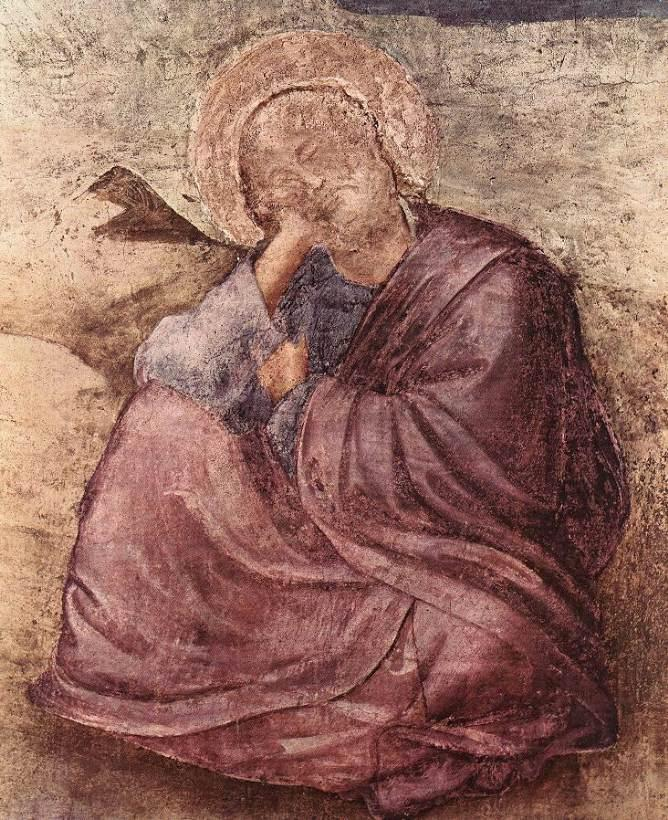
Dettaglio
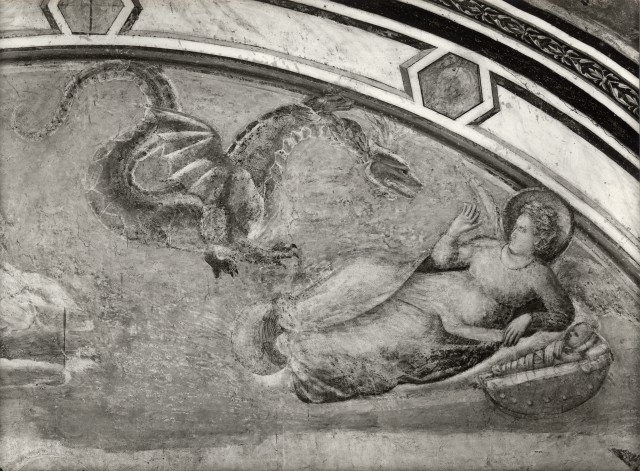
Dettaglio in bianco e nero
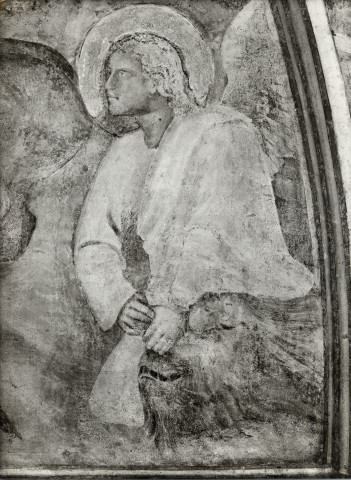
Dettaglio in bianco e nero
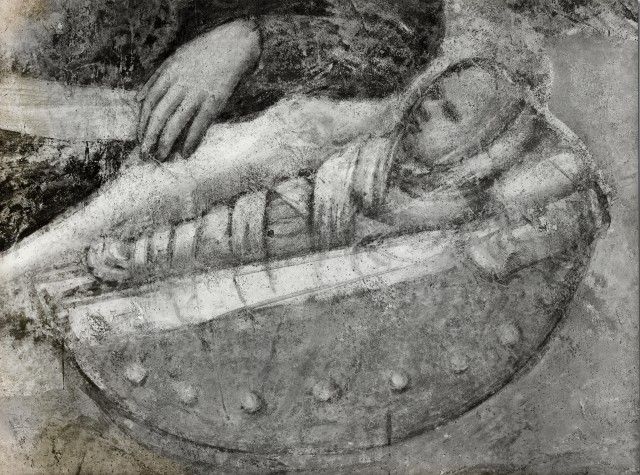
Dettaglio in bianco e nero
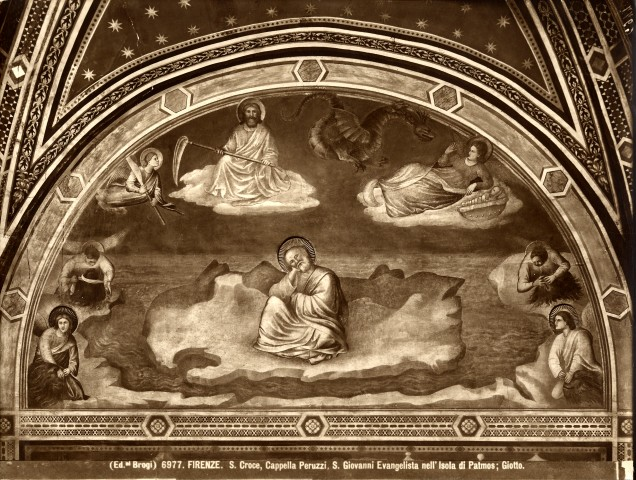
La scena con le ridipinture ottocentesche

### Resurrezione di Drusiana

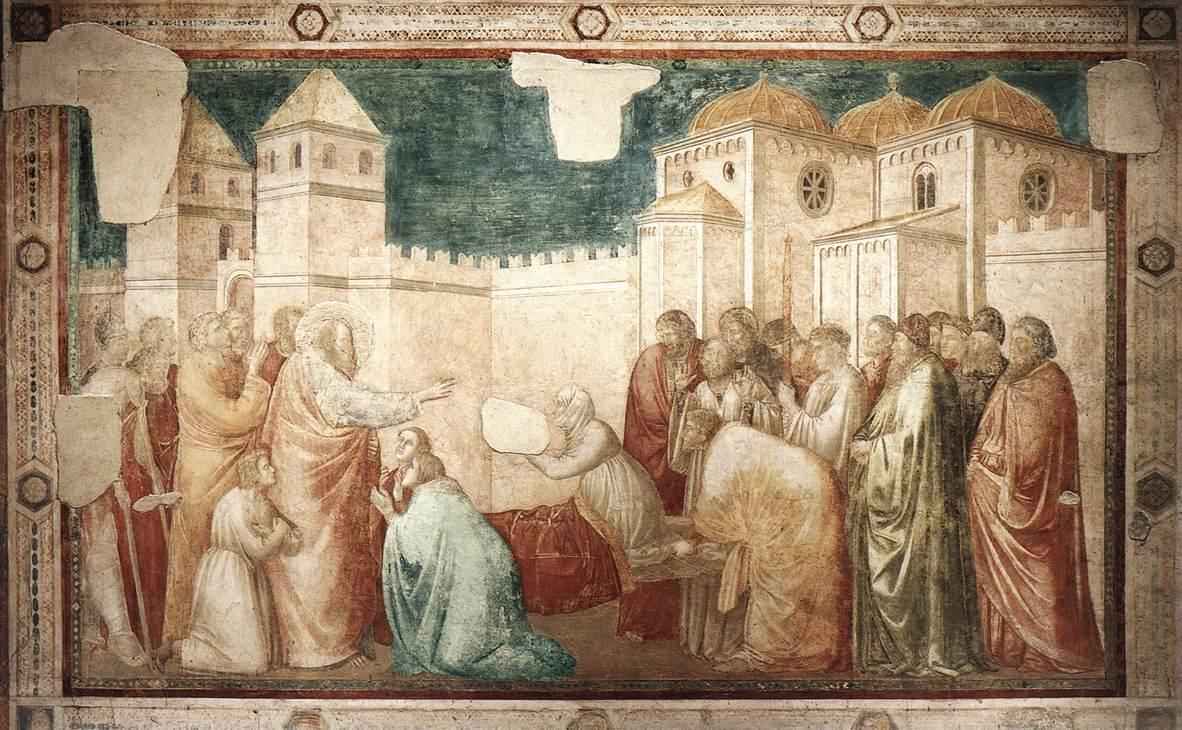
Resurrezione di Drusiana

Ritornando da Efeso, Giovanni si trova incontro il corteo funebre di Drusiana, morta anzitempo nel desiderio di rivederlo. Egli allora la fa risorgere. La scena è ambientata fuori dalle mura di una poderosa città, in cui si riconosce una porta urbica tra due torrette con copertira a piramide e il retro di una grande basilica, con absidi, rosoni e archetti pensili che decorano le superfici murarie e tre grandi cupole costolonate sui corpi di fabbrica.
A sinistra Giovanni, con un gesto eloquente del braccio, fa risorgere la donna sul cataletto, che si leva inginocchiandosi e pregandolo. La stessa azione è compiuta da tre donne ai piedi del santo. Completano la scena numerosi spettatori, soprattutto nel corteo funebre, talvolta sorpresi (come quello che solleva i palmi delle mani), talvolta colti in preghiera, talvolta apparentemente impassibili. All'estrema sinistra si fa avanti uno storpio sulle stampelle, desideroso di essere a sua volta miracolato.
La mano di san Giovanni è indicata come il brano di pittura originale meglio conservato dell'intera cappella, che dimostra l'incisività espressiva della pittura di Giotto in questa fase della sua carriera.

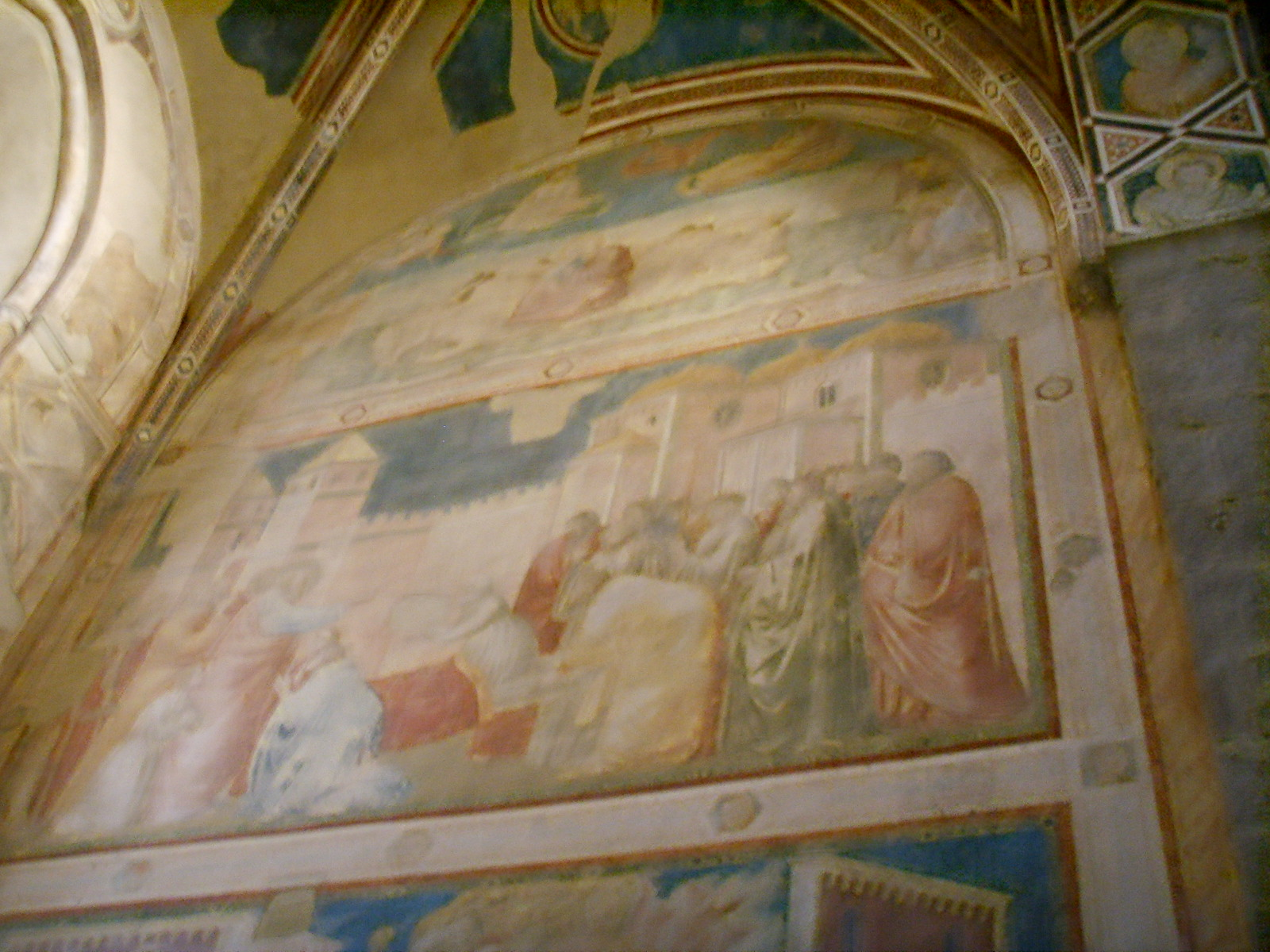
Veduta nella parete
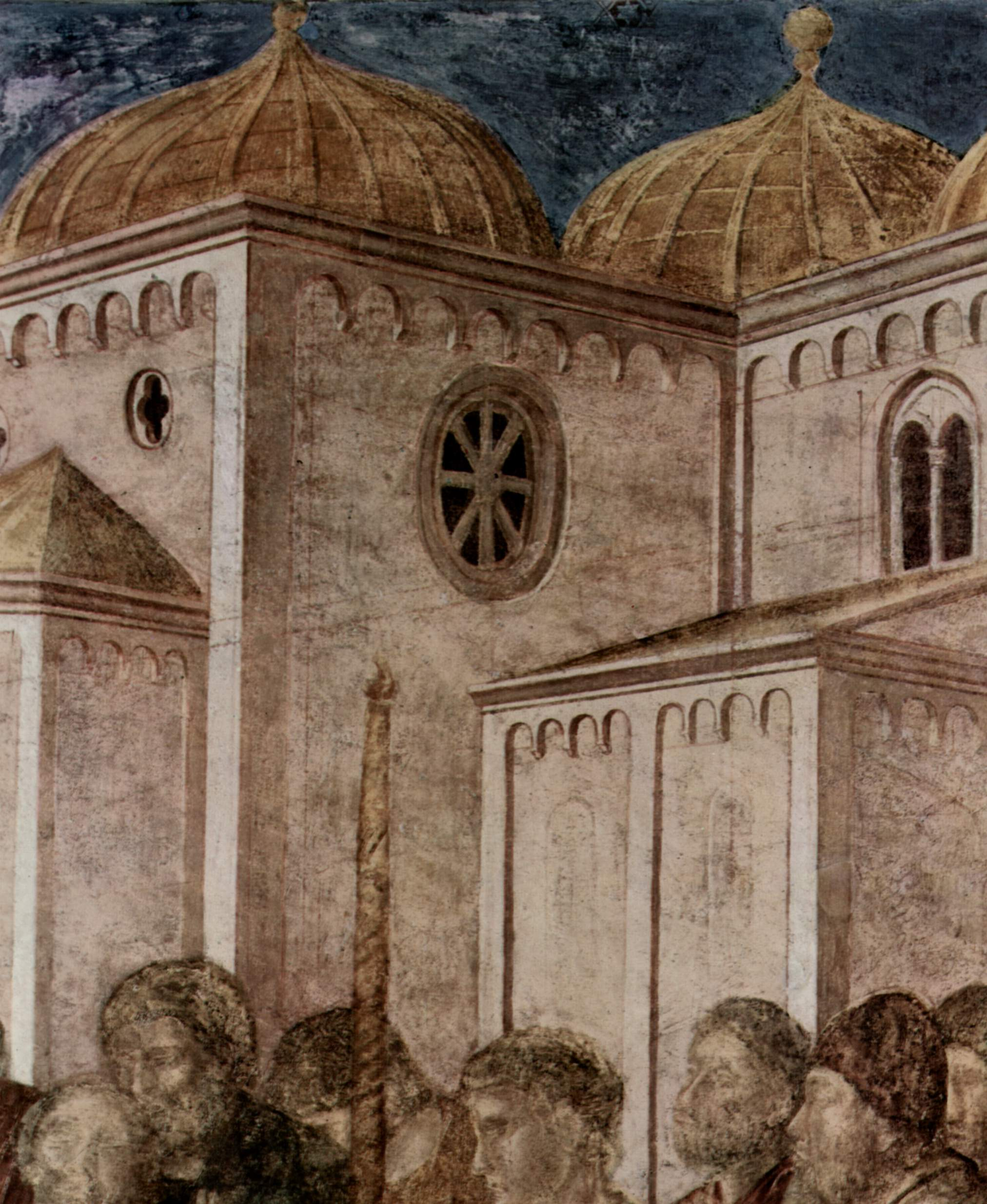
Dettaglio
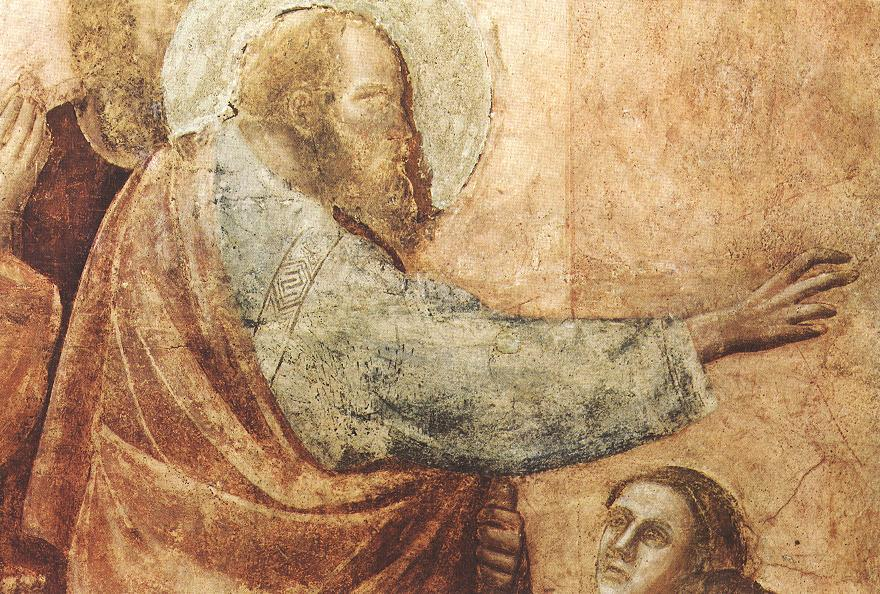
Dettaglio
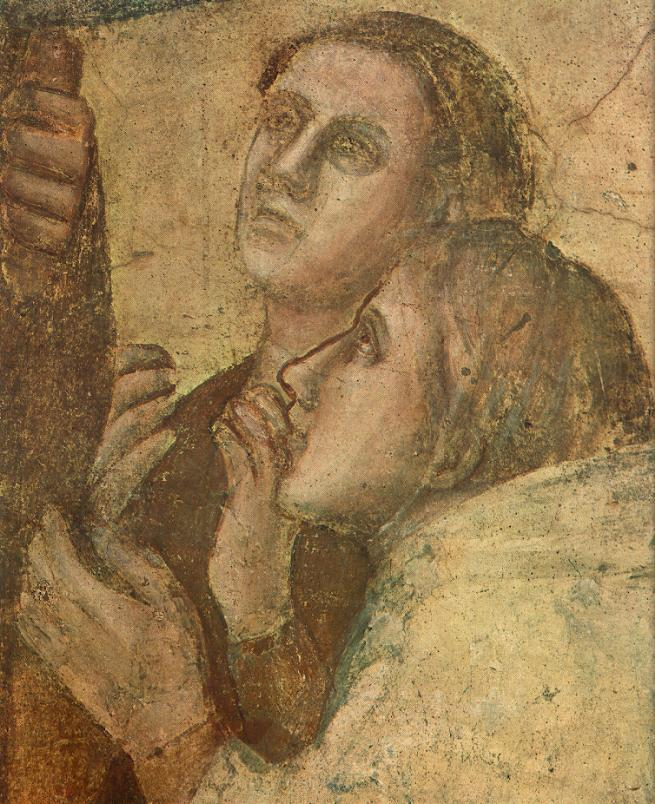
Dettaglio
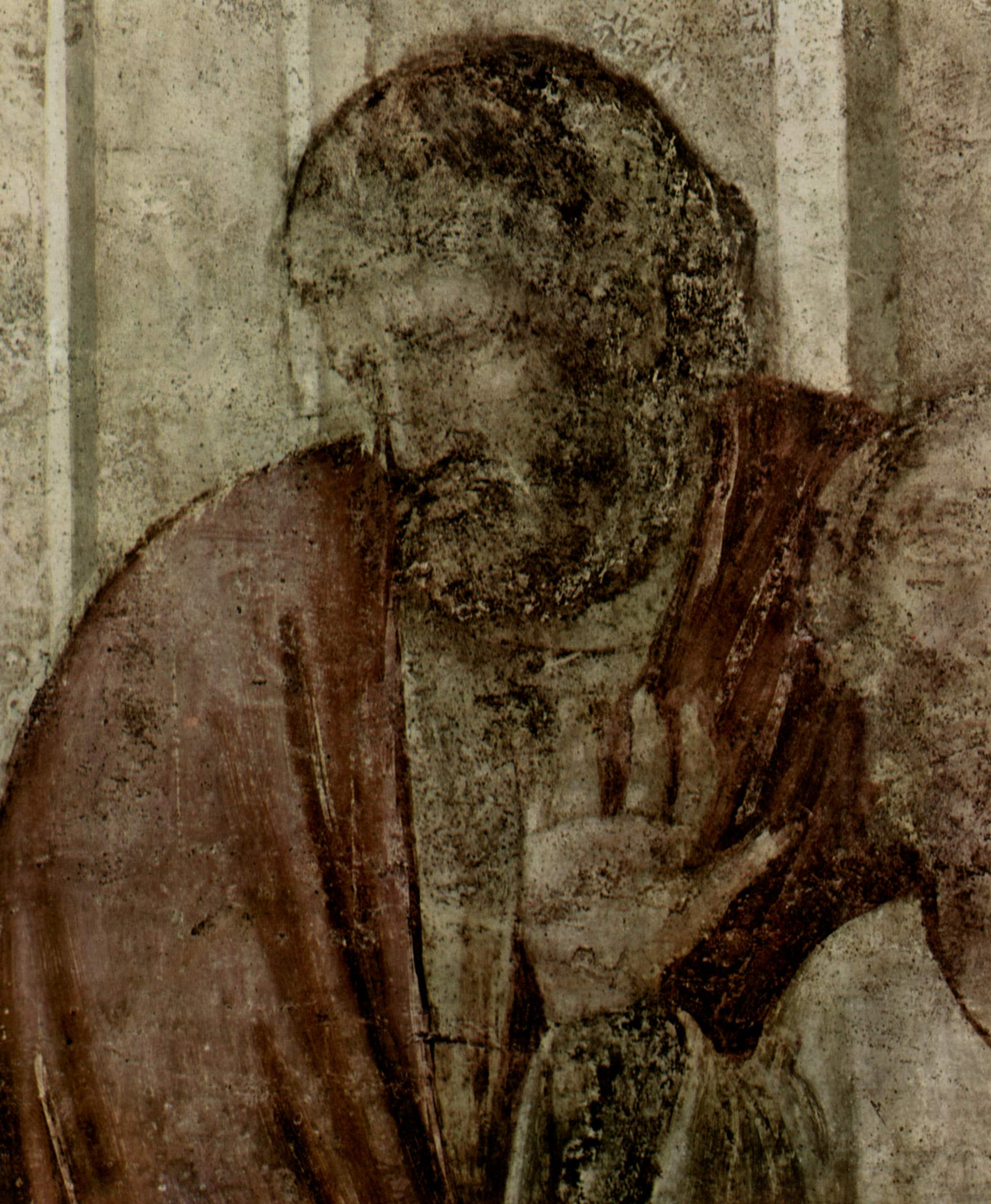
Dettaglio
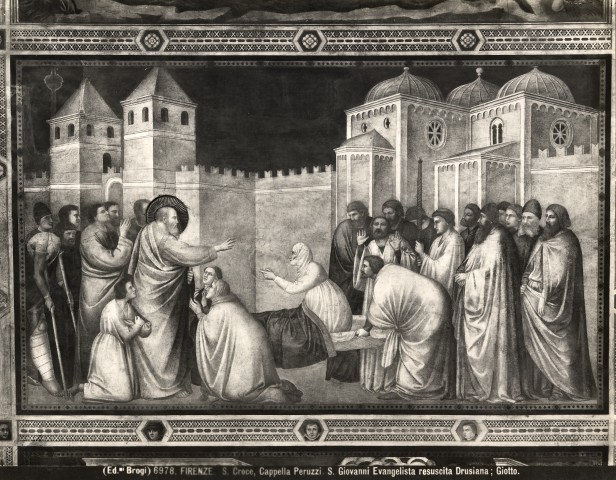
La scena con le ridipinture ottocentesche

### Ascensione di san Giovanni

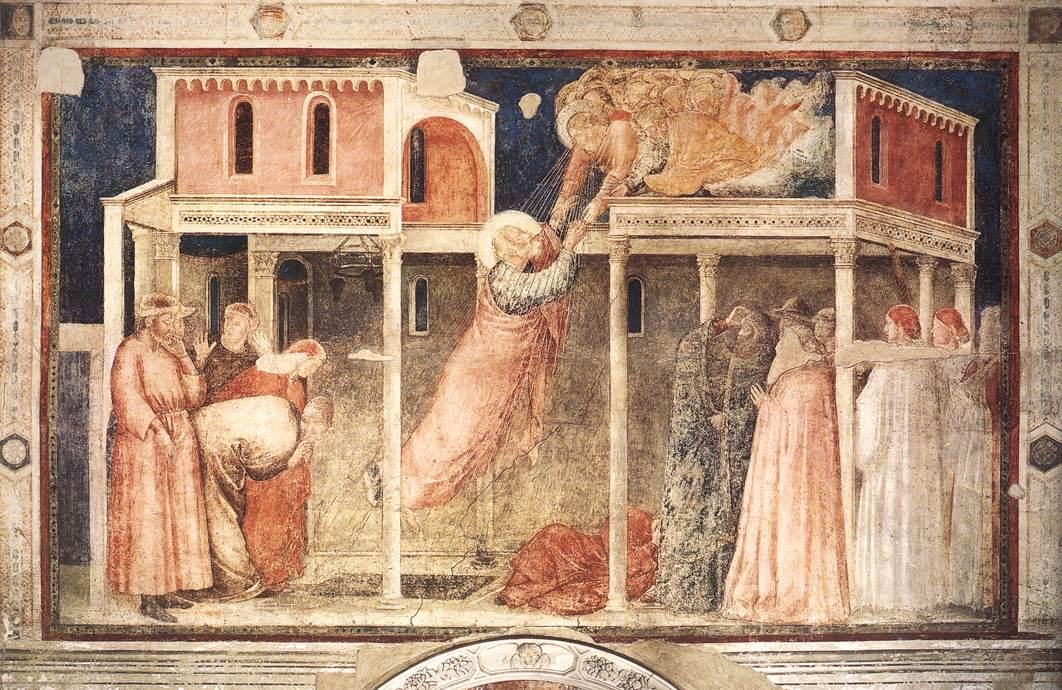
Ascensione di san Giovanni

Conclude nel registro inferiore la scena dell'Ascensione di san Giovanni, un episodio presente nella Leggenda Aurea derivato da fonti incerte, che oggi è escluso dall'agiografia ufficiale del santo. Nella sua abitazione di Efeso Giovanni è trascinato in cielo da Gesù, comparso tra gli angeli in un'emanazione luminosa e aiutato da san Pietro, primo apostolo. Giovanni si leva in obliquo passando da un'apertura nel soffitto e scivolando fuori dalla fossa che si era fatto scavare quando, ormai prossimo a morire, aveva ricevuto l'annuncio della sua dipartita da Dio. Il santo ha il corpo inclinato e le braccia levate, nella tipica iconografia dell'ascensione in generale, presente anche, ad esempio, nella scena dell'Ascensione di Cristo della Cappella degli Scrovegni.
Giustamente nota è l'invenzione architettonica della scena, con l'edificio che assomiglia a una basilica finemente decorata (ad esempio dai fregi cosmateschi), per metà coperto da volta a botte e per metà, oltre l'apertura, coperto da una sorta di terrazza con parapetto. In basso sta una serie di testimoni, colti dalla sorpresa: c'è chi guarda incredulo la fossa vuota, chi solleva le braccia per lo stupore, chi alza il berretto per vedere la prodigiosa dipartita. Una figura vestita di rosso sta sdraiata in terra.
Le due figure a sinistra vennero replicate dal giovane Michelangelo in un disegno oggi al Cabinet des Dessins del Louvre (n. 706 r).

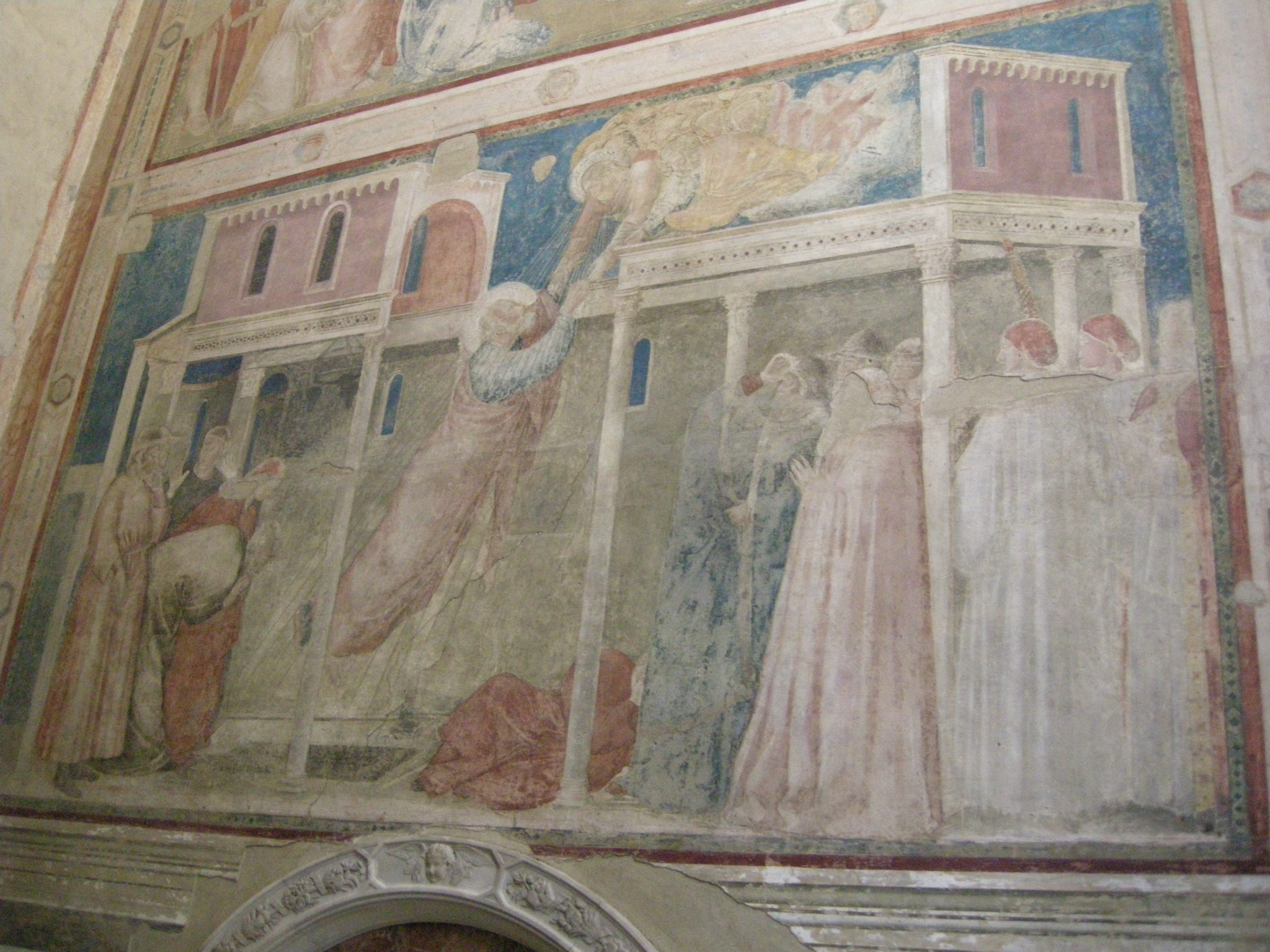
Veduta di sbieco in cui si nota lo scorcio prospettico adattato al punto di vista dello spettatore
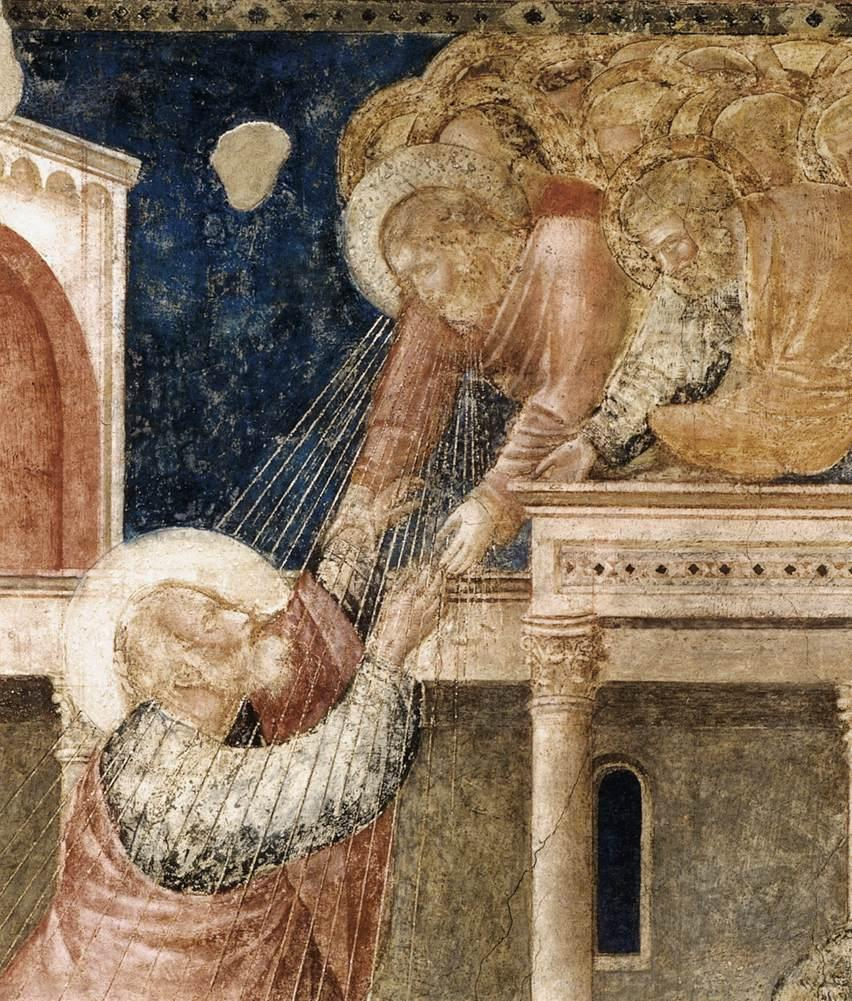
Dettaglio
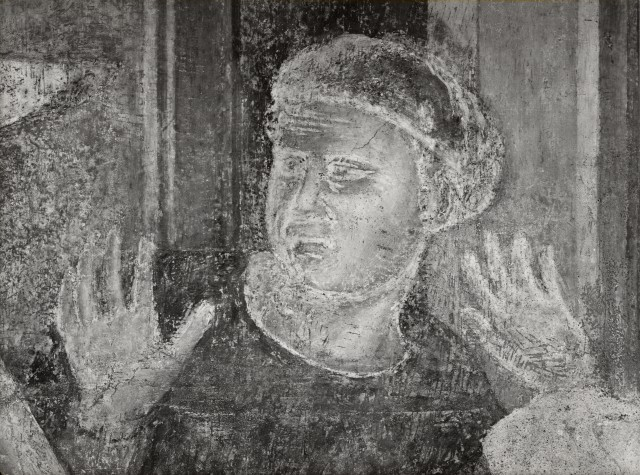
Dettaglio in bianco e nero
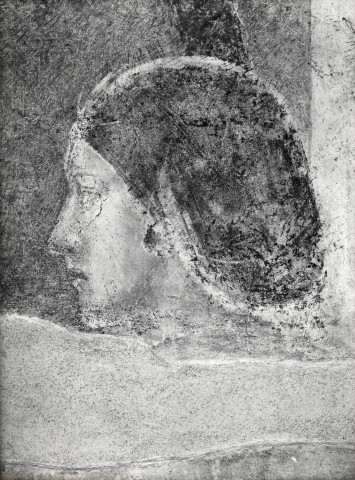
Dettaglio in bianco e nero
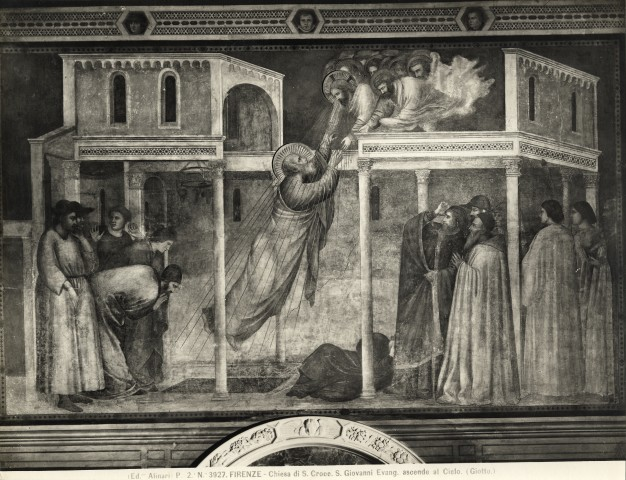
La scena con le ridipinture ottocentesche
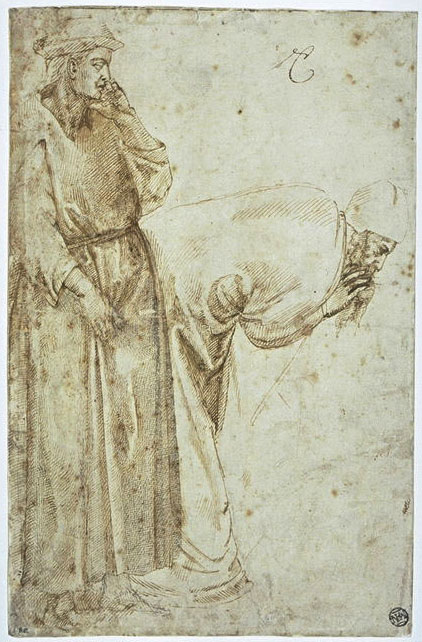
Deisegno di Michelangelo di due figure dell'affresco

## Stile

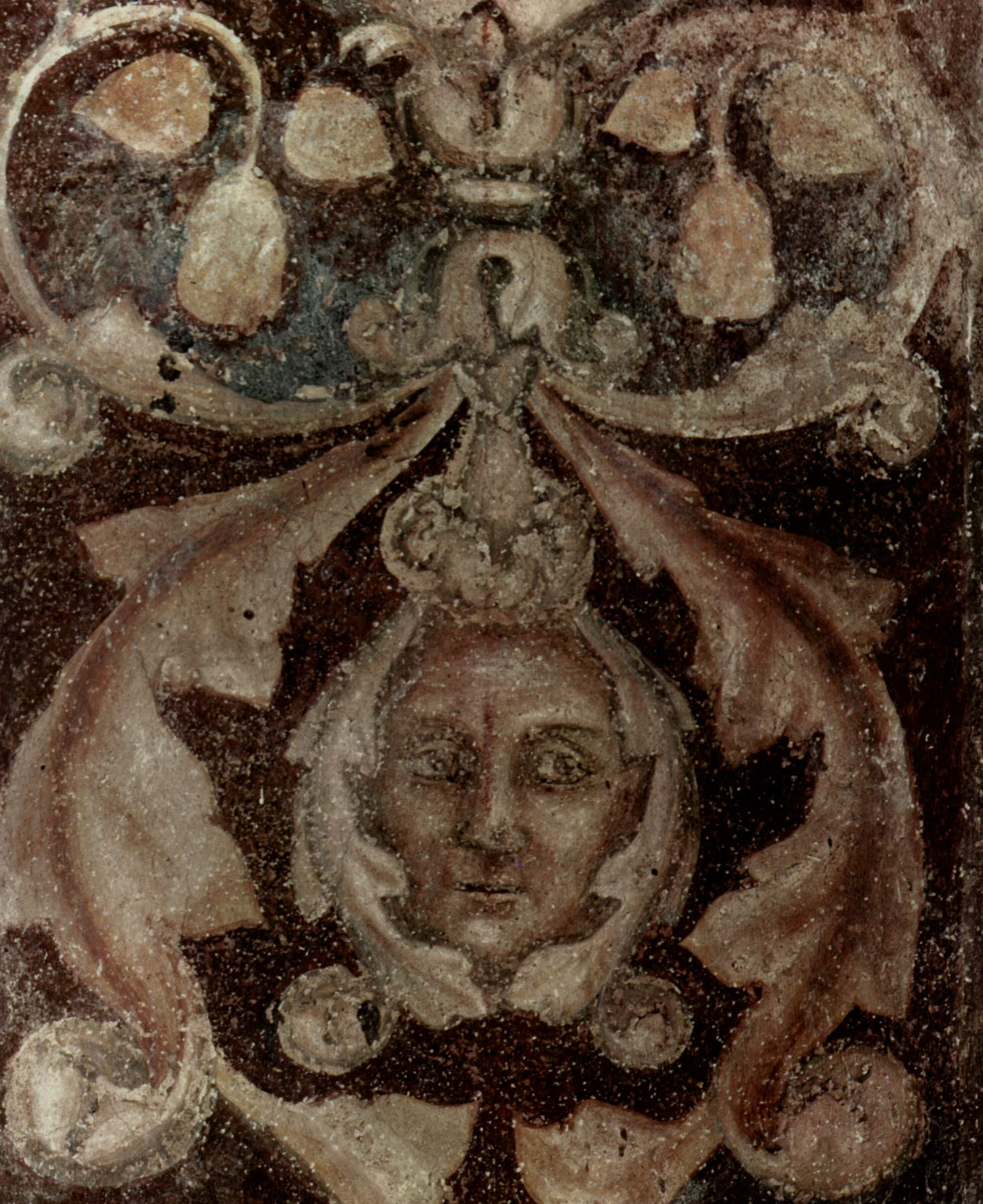
Motivo decorativo

Lo stato di conservazione attuale delle pitture è fortemente compromesso da diversi fattori succedutisi nel tempo (non tra ultimi l'ampio ricorso della pittura a secco invece che a fresco), ma non impedisce di vedere la qualità delle figure rese plasticamente da un attento uso del chiaroscuro e caratterizzate dallo studio approfondito dei problemi di resa e rappresentazione spaziale.
In questi affreschi si nota un'evoluzione dello stile di Giotto, con panneggi ampi e debordanti come mai visto prima che esaltano la monumentalità delle figure. Le architetture sono inoltre disposte in maniera più espressiva, con vivi spigoli che forzano alcune caratteristiche delle scene; dilatandosi in prospettive che continuano oltre le cornici delle scene fornendo un'istantanea dello stile urbanistico del tempo di Giotto. Questa scelta è anche funzionale alla ristrettezza della cappella, alta e profonda ma piuttosto stretta, che così viene dilatata dallo spazio dipinto e si perfeziona per una veduta non tanto dal centro, ma dalla soglia.
All'interno di queste quinte prospettiche, si sviluppano le storie sacre composte in maniera calibrata nel numero e nel movimento dei personaggi.

## Retaggio
La sapienza compositiva di Giotto divenne motivo di ispirazione per artisti successivi come ad esempio Masaccio negli affreschi della Cappella Brancacci nella chiesa del Carmine (che copiò per esempio i vecchioni nella scena della Resurrezione di Drusiana) e Michelangelo che ben due secoli dopo la studiò attentamente disegnando diverse figure, a testimoniare la grande considerazione che questo ciclo ebbe anche nel Rinascimento.